# Эмакумин Бира
Эмакумин Бира (баск. Emakumeen Bira также известная как исп. Vuelta Femenina al País Vasco) — шоссейная многодневная велогонка, проходившая по территории Испании с 1988 по 2019 год.

## История
Гонка была создана в 1988 году и вначале была любительской. С 1992 года стала профессиональной. До 1996 года включительно проводилась в рамках национального календаря.
С 1997 года стала проводиться в рамках Женского мирового шоссейного календаря UCI.
До 2015 года гонка проходила в середине июня через два дня после однодневки Durango-Durango Emakumeen Saria, а в 2010 и 2011 годах ещё и через четыре дня после Гран-при Вальядолида. С 2015 года стала проходить на следующий день после Durango-Durango Emakumeen Saria.
Однако в 2016 году после создания Женского мирового тура UCI была перенесена на середину апреля, чтобы гарантировать хороший состав участников и воспользоваться частью телевизионной логистики мужского Тура Страны Басков. Кроме того, гонка использовала тот же формат веб-сайта, что и Тура Страны Басков. В качестве протеста против участия в женском мировом туре UCI в социальных сетях использовалось название WWT Euskal Emakumeen BIRA (WWT аббревиатура Women´s World Tour с англ. — «женский мировой тур»).
В том же 2016 году гонка была вовлечена в небольшую полемику, показывая победительницу предыдущего года Катажину Невядому, посылающую воздушный поцелуй на её рекламный плакат, за что ее заклеймили как сексистку - другое изображение, которое появилось на нём, было косой Джесси Дамс. Хотя подавляющее большинство велосипедисток не усмотрели в плакате сексизма, Баскский женский институт Эмакунде оправдал жалобы ассоциации Anderebide Elkartea, поэтому плакат был отозван. Другие женские ассоциации не усмотрели в нем сексизма.
В 2018 году вошла в календарь Женского мирового тура UCI.
В сентябре 2019 года было объявлено, что прошедшая в этом году гонка стала последней, поскольку она не получило достаточной финансовой поддержки со стороны правительства Басков в отличие от мужских гонок Классика Сан-Себастьяна и  Тур Страны Басков. Отчасти её заменили новые женские гонки — сначала однодневная Классика Сан-Себастьяна, а затем многодневная Тур Страны Басков.
Название гонки менялось несколько раз. До 2006 года она называлась Emakumeen Bira с баск. — «Женский Тур», затем Iurreta-Emakumeen Bira с баск. — «Юррета-Женский Тур», а с 2012 года Emakumeen Euskal Bira с баск. — «Женский баскский тур».
Организатором до 2008 года включительно была S.C. Iurreta. После этого организацией занималась независимая специальная организация Iurreta Emakumeen Bira Ziklista Kirol Elkartea, которая позже также создала две женские велокоманды: молодёжную CAF Transport Engineering (в 2014 году) и элитную BZK Emakumeen Bira (в 2015 году).
Рекордсменками с тремя победами стали немка Ханка Купфернагель, победившая три раза подряд, и испанка Жоан Сомарриба, между первой и последней победами которой прошло 13 лет.

## Маршрут
Гонка всегда стартовала в Юррете, иногда даже с несколькими этапами, начинающимися и/или заканчивающимися в ней. Большинство этапов обычно проходило на востоке провинции Бискайи (в комарках Дурангесадо, Леа-Артибай, Бустурияльдеа-Урдайбай и Арратия-Нервион) и иногда в остальной части автономного сообщество Страны Басков или соседнего автономного сообщество Наварра.
Продолжительность гонки с самого начала составляла три дня, а с 2004 года увеличилась до четырёх дней. В один из дней проводилось два полуэтапа. С 2015 года продолжительность увеличилась до пяти дней за счёт добавления пролога и перестала содержать полуэтапы.
Профили этапов

## Призёры

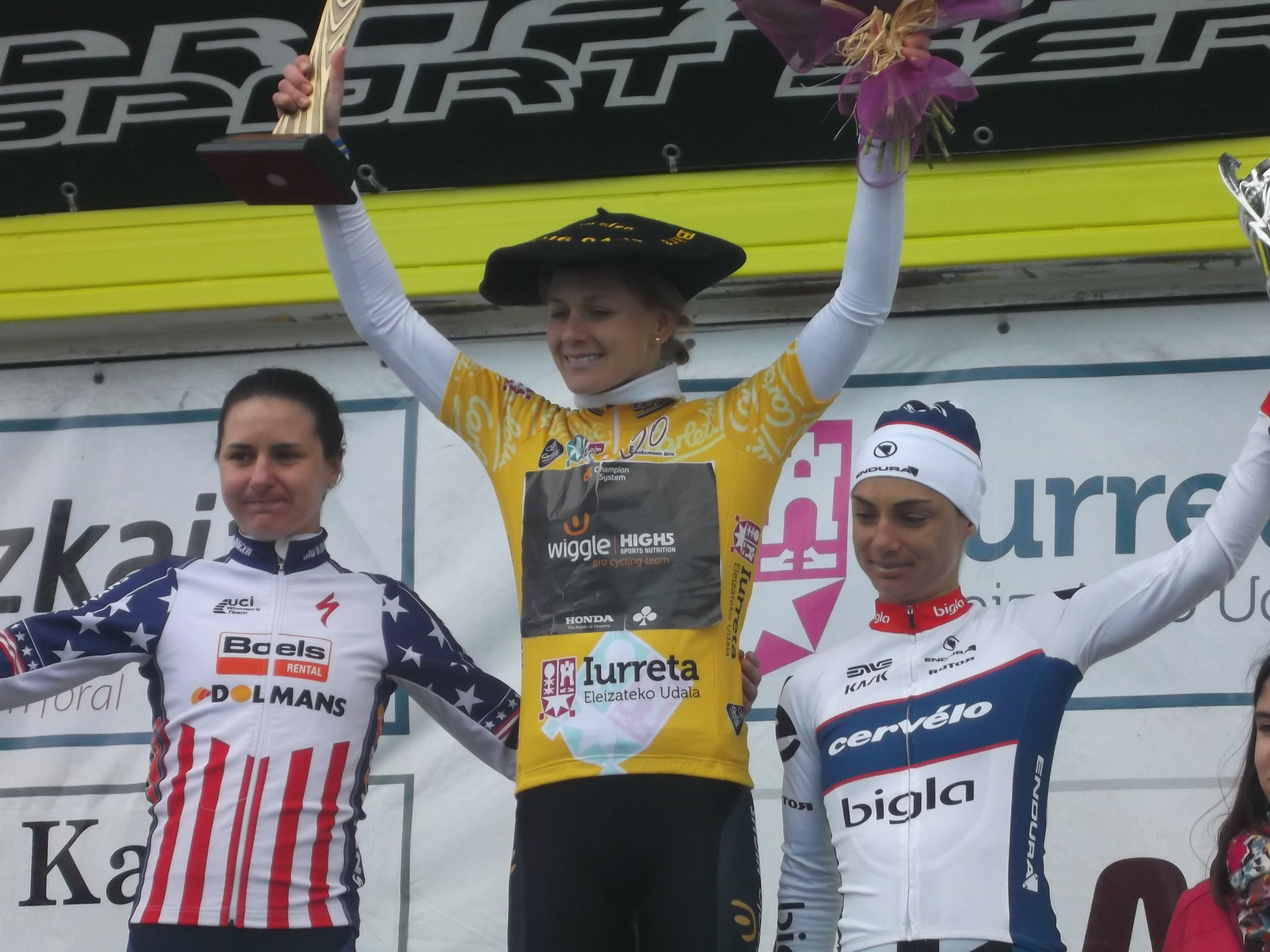
Подиум 2016 года

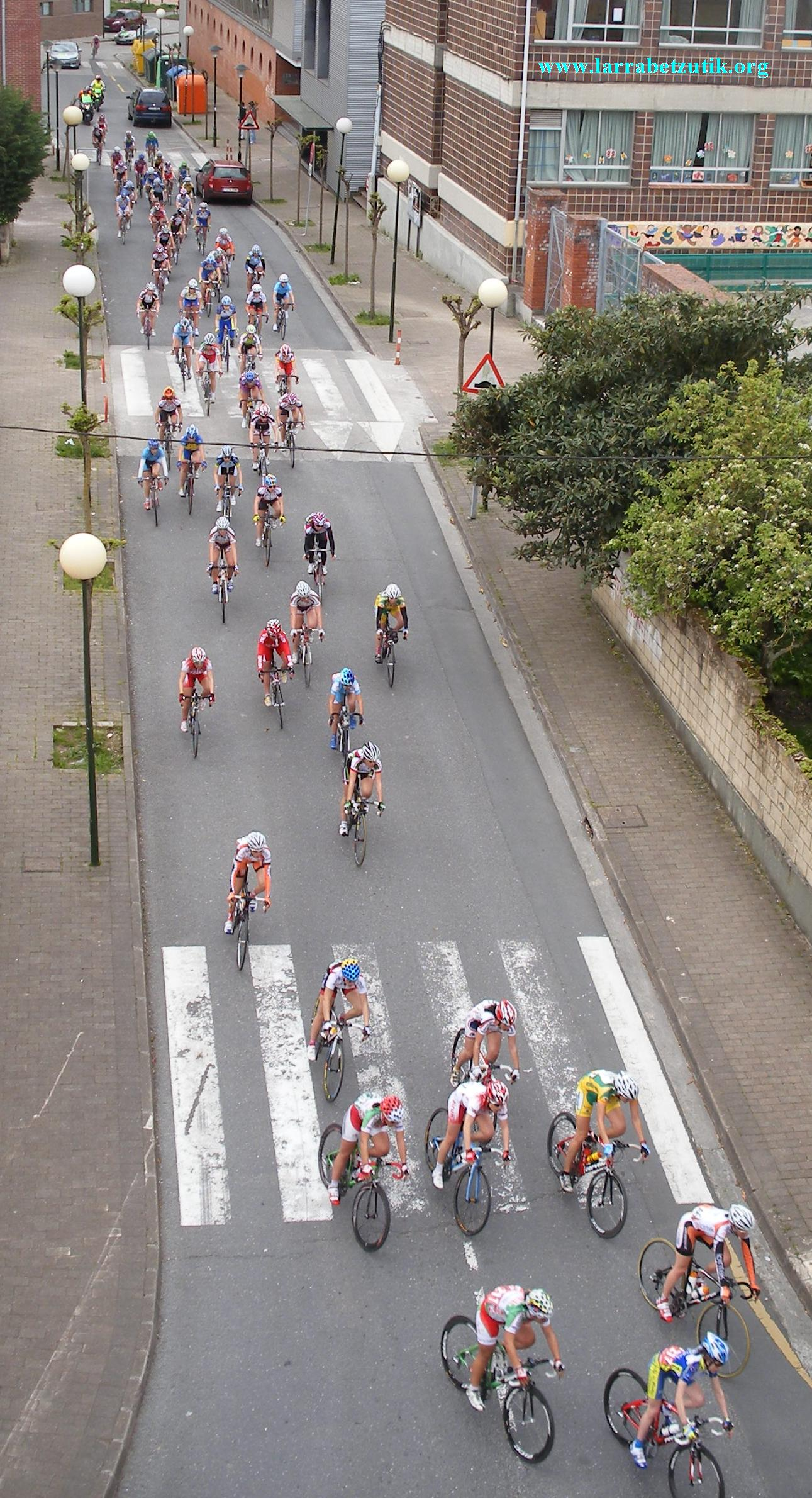
Фрагмент гонки 2010 года

| Год  | Победитель          | Второй                 | Третий               |
| ---- | ------------------- | ---------------------- | -------------------- |
| 1988 | Имма де Карлос      | Консуэло Альварес      | Жоан Сомарриба       |
| 1989 | Мария Мора          | Кончита Карбаледа      | Ракель Абрастур      |
| 1990 | Джосуне Горостиди   | Консуэло Альварес      | Маргарита Фульяна    |
| 1991 | Жоан Сомарриба      | Айноа Артолазабал      | Джосуне Горостиди    |
| 1992 | Ленка Илавска       | Алёна Бариллова        | Теодора Руано        |
| 1993 | Алёна Бариллова     | Ленка Илавска          | Ильдико Пачова       |
| 1994 | Алёна Бариллова     | Элизабет Шеван-Брюнель | Мария Цаль           |
| 1995 | Жанни Лонго         | Ленка Илавска          | Татьяна Каверина     |
| 1996 | Теодора Руано       | Ленка Илавска          | Жоан Сомарриба       |
| 1997 | Ханка Купфернагель  | Алессандра Каппеллотто | Диана Раст           |
| 1998 | Ханка Купфернагель  | Ленка Илавска          | Ита Крыжановская     |
| 1999 | Ханка Купфернагель  | Жоан Сомарриба         | Валентина Герасимова |
| 2000 | Жоан Сомарриба      | Даниела Веронези       | Фани Лекорто         |
| 2001 | Леонтин Ван Морсел  | Татьяна Стяжкина       | Зинаида Стагурская   |
| 2002 | Эдита Пучинскайте   | Энерис Итурриага       | Зинаида Стагурская   |
| 2003 | Мирьям Мельхерс     | Ольга Слюсарева        | Йоланта Поликевичюте |
| 2004 | Жоан Сомарриба      | Мирьям Мельхерс        | Фабиана Луперини     |
| 2005 | Светлана Бубненкова | Трикси Воррак          | Мирьям Мельхерс      |
| 2006 | Фабиана Луперини    | Сюзанн Юнгског         | Николь Брендли       |
| 2007 | Сюзанн Юнгског      | Марианна Вос           | Николь Брендли       |
| 2008 | Марианна Вос        | Татьяна Гудерцо        | Луиза Келлер         |
| 2009 | Юдит Арндт          | Клаудиа Хойслер        | Мара Эбботт          |
| 2010 | Клаудиа Хойслер     | Аннемик ван Влётен     | Юдит Арндт           |
| 2011 | Марианна Вос        | Эмма Юханссон          | Юдит Арндт           |
| 2012 | Юдит Арндт          | Эмма Юханссон          | Аннемик ван Влётен   |
| 2013 | Эмма Юханссон       | Элиза Лонго Боргини    | Эвелин Стивенс       |
| 2014 | Полин Ферран-Прево  | Марианна Вос           | Анна Ван дер Брегген |
| 2015 | Катажина Невядома   | Эшли Молман            | Эмма Юханссон        |
| 2016 | Эмма Юханссон       | Меган Гарнье           | Эшли Молман          |
| 2017 | Эшли Молман         | Аннемик ван Влётен     | Катрин Гарфут        |
| 2018 | Аманда Спратт       | Аннемик ван Влётен     | Анна Ван дер Брегген |
| 2019 | Элиза Лонго Боргини | Аманда Спратт          | Сорайя Паладин       |